# Otto Frank
 Otto Heinrich „Pim” Frank (n. 12 mai 1889, Frankfurt am Main, Imperiul German – d. 19 august 1980, Birsfelden, Cantonul Basel-Provincie, Elveția) a fost un om de afaceri german de etnie evreiască, care a locuit mai târziu în Țările de Jos și Elveția. El a fost tatăl Annei și a lui Margot Frank. Fiind singurul membru al familiei sale care a supraviețuit Holocaustului, el a moștenit manuscrisele Annei după moartea ei, a făcut demersurile pentru publicarea Jurnalului Annei Frank în 1947 și a supravegheat transpunerea lui pe scenă și pe ecran.

## Primii ani
Otto Frank s-a născut într-o familie evreiască. El a fost al doilea fiu al lui Alice Betty (născută Stern) și al lui Michael Frank. A avut un frate mai mare, Robert Frank, și doi frați mai mici: Herbert Frank și Helene (Leni) Frank. Otto era verișorul cunoscutului proiectant de mobilier Jean-Michel Frank și nepot al lui Zacharias Frank. A studiat economia la Heidelberg din 1908 până în 1909 și a lucrat o perioadă la magazinul Macy's din New York City.

## Primul Război Mondial
Frank a servit în Armata Imperială Germană în timpul Primului Război Mondial. El a fost mobilizat pentru serviciul militar în august 1915 și, după o perioadă de instrucție desfășurată la Mainz, a fost repartizat într-o unitate de artilerie de pe Frontul de Vest, în care mai mulți militari erau de profesie matematicieni și topografi. El a fost atașat infanteriei ca telemetrist în Bătălia de pe Somme din 1916 și în 1917 a fost promovat pe câmpul de luptă la gradul de locotenent și apoi a luptat în Bătălia de la Cambrai.

## Căsătorie și copii
Frank a lucrat în banca pe care o administra familia lui până când aceasta a dat faliment în criza economică de la începutul anilor 1930. S-a căsătorit cu Edith Holländer – moștenitoare unor afaceri industriale cu deșeuri metalice – în ziua lui de naștere, 12 mai 1925, la Frankfurt. Fiica lor mai mare, Margot Frank (Margot Betti), s-a născut pe 16 februarie 1926, fiind urmată de fiica lor mai mică Anne (Annelies Marie) pe 12 iunie 1929. Soția lui, Edith Holländer, a murit de foame la Auschwitz. Fiicele sale, Margot și Anne, au fost transferate de la Auschwitz în lagărul de concentrare de la Bergen-Belsen, unde au murit, probabil de tifos.
După război, în 1953, s-a căsătorit cu Elfriede Geiringer. Fiica lui Geiringer, Eva Schloss, care i-a devenit apoi fiică vitregă, a fost o prietenă a Annei Frank; ea l-a ajutat cu înființarea și administrarea Fundației Anne Frank și s-a folosit de lupta ei, împreună cu tragedia din familia Frank, pentru a lupta pentru drepturile omului.

## Al Doilea Război Mondial
Pe măsură ce valul nazismului creștea în Germania și legile antievreiești încurajau atacurile asupra indivizilor și familiilor de etnie evreiască, Otto a decis să-și evacueze familia în statele occidentale mai sigure ale Europei. În august 1933 el și-a mutat familia la Aachen, unde locuia mama soției sale, pregătindu-se pentru o mutare următoare și finală la Amsterdam, în Olanda. Acolo, el a înființat filiala neerlandeză a companiei Opekta, care a vândut condimente și pectină ce erau folosite la producția de gemuri. După ce Germania a invadat Olanda în mai 1940, Otto a conferit afacerilor sale un aspect „arian” prin transferul controlului către apropiați neevrei.
În 1938 și 1941, Frank a încercat să obțină vize pentru membrii familiei sale, intenționând să emigreze în Statele Unite ale Americii sau în Cuba. I-a fost acordată o viză unică doar pentru el în Cuba, la 1 decembrie 1941, dar nu se știe dacă a ajuns vreodată în posesia ei. Zece zile mai târziu, când Germania Nazistă și Italia Fascistă au declarat război Statelor Unite ale Americii, viza i-a fost anulată.
Otto Frank și-a dus familia în ascunzătoare pe 6 iulie 1942, când avea vârsta de 53 de ani, în camerele din colțul din spate al sediului Opekta de pe Prinsengracht. Lor li s-au alăturat o săptămână mai târziu Hermann van Pels, care a fost cunoscut sub numele de Herman van Daan în jurnalul Annei, cu soția și fiul, iar în luna noiembrie Fritz Pfeffer, cunoscut, de asemenea, în jurnalul Annei ca Albert Dussel. Ascunderea lor a fost facilitată de colegii lui Otto Frank: Johannes Kleiman, pe care îl cunoscuse încă din 1923, Miep Gies, Victor Kugler și Bep Voskuijl. Ei s-au ascuns acolo timp de doi ani, până când au fost descoperiți în august 1944, probabil ca rezultat al unui pont furnizat de un informator trădător anonim sau din investigarea întâmplătoare a altei probleme de către autorități. Frank, familia lui, cele patru persoane pe care le-a ascuns, Kugler și Kleiman au fost arestați de către ofițerul SS Karl Silberbauer. După ce au fost deținuți în închisoarea din Amsterdam, prizonierii evrei au fost trimiși în lagărul de tranzit Westerbork și în cele din urmă la Auschwitz-Birkenau. În perioada petrecută la Auschwitz, Otto Frank i-a scris mamei lui din Elveția. Ea se refugiase acolo în 1933, după ce Hitler a venit la putere. El a fost separat pentru totdeauna la Auschwitz, în septembrie, de soția și de fiicele lui. Otto Frank a fost trimis în barăcile bărbaților și se afla în barăcile celor bolnavi, atunci când lagărul a fost eliberat de trupele sovietice în 27 ianuarie 1945. A călătorit înapoi în Țările de Jos în următoarele șase luni și a căutat să dea de urma familiei sale și a prietenilor arestați. Până la sfârșitul anului 1945, el a știut că era singurul supraviețuitor al familiei și al celor care s-au ascuns în casa de pe Prinsengracht.

## Scrisoarea lui Otto Frank din 15 mai 1945
Aflat la bordul vaporului Monoway în 15 mai 1945 pe drumul său de întoarcere la Amsterdam, Otto Frank a trimis o scrisoare la 15 mai 1945 în care scria următoarele:
| “ | Cu cât ajungem mai aproape de casă cu atât mai mare este nerăbdarea noastră de a auzi de cei dragi. Tot ceea ce s-a întâmplat în ultimii ani! Până la arestarea noastră pe care nu știu exact ce a cauzat-o, chiar și acum, cel puțin am fost încă în legătură unii cu alții. Nu știu ce s-a întâmplat de atunci. Kugler și Kleiman și mai ales Miep și soțul ei și Bep Voskuil ne-au aprovizionat cu de toate timp de doi ani, cu un devotament și un sacrificiu incomparabile și în ciuda tuturor pericolelor. Nici nu pot începe să-l descriu. Cum voi începe vreodată să-i răsplătesc pentru tot ceea ce au făcut. Dar ce s-a întâmplat de atunci? Lor, ție, lui Robert (fratele lui Otto). Ai păstrat legătura cu Julius și Walter? (frații lui Edith Frank) Toate posesiunile noastre s-au dus. Nu a rămas niciun ac, germanii au furat totul. Nu rămâne nicio fotografie, nicio scrisoare sau vreun document. Din punct de vedere financiar ne-am descurcat bine în ultimii ani, am câștigat bani buni și i-am economisit. Acum totul s-a dus. Dar nu mă gândesc la nimic din astea. Am trecut prin prea multe ca să ne mai îngrijorăm de astfel de lucruri. Numai copiii contează, copiii. Sper să obțin noutăți de la voi imediat. Poate că ați auzit deja noutăți despre fete. | ” |

## Viața postbelică
După ce moartea Annei Frank a fost confirmată în vara anului 1945, Otto Frank a primit jurnalul și hârtiile ei de la Miep Gies, care le salvase din ascunzătoarea răscolită de autorități. Frank le-a lăsat necitite o perioadă, dar în cele din urmă a început să le transcrie din limba olandeză pentru rudele sale din Elveția. El a fost convins că scrierea Annei aruncă lumină asupra experiențelor mai multor persoane care au suferit persecuții sub ocupația nazistă și a fost îndemnat să ia în considerare publicarea jurnalului. El a dactilografiat hârtiile care alcătuiau jurnalul într-un singur manuscris și a scos părțile pe care le-a considerat prea personale pentru familia sa sau prea banale pentru a fi de interes pentru un cititor obișnuit. Manuscrisul a fost citit de către istoricul olandez Jan Romein, care a scris o recenzie în numărul din 3 aprilie 1946 al ziarului Het Parool. Aceasta a atras interesul editurii Contact din Amsterdam, care, în vara anului 1946, a acceptat-o pentru publicare.
Otto Frank este acum recunoscut în calitate de coautor al jurnalului.
Pe 25 iunie 1947, prima ediție olandeză a jurnalului a fost publicată sub titlul Het Achterhuis (adică: „Anexa [secretă]”). Succesul său a dus la o traducere în limba engleză în anul 1952, care a fost dramatizată teatral și cinematografic.
Otto Frank s-a căsătorit cu fosta sa vecină din Amsterdam și supraviețuitoare a lagărului de la Auschwitz, Elfriede Geiringer (1905-1998), la Amsterdam, pe 10 noiembrie 1953, și amândoi s-au mutat la Basel, Elveția, unde se afla familia sa, inclusiv copiii rudelor, cărora le-a împărtășit experiențele sale.
Ca răspuns la decizia de demolare a clădirii în care Otto Frank și familia sa s-au ascuns în timpul războiului, el și Johannes Kleiman au înființat Fundația Anne Frank, în 3 mai 1957, cu scopul principal de a salva și restaura imobilul pentru a permite ca acesta să fie deschisă publicului larg. Cu ajutorul unor donații publice, clădirea (și imobilul vecin) a fost achiziționată de către Fundație. Ea a fost deschisă ca muzeu (Casa Anne Frank) pe 3 mai 1960 și poate fi vizitată și astăzi.
Otto Frank a murit de cancer pulmonar în data de 19 august 1980 la Basel.